# 1081 Резеда
1081 Резеда (1081 Reseda) — астероїд головного поясу, відкритий 31 серпня 1927 року.
Тіссеранів параметр щодо Юпітера — 3,202.
Назва походить від латинської назви рослини Резеда (лат. Reseda) роду з родини резедових (лат. Resedaceae).